# 22497 Immanuelfuchs
22497 Immanuelfuchs (1997 KG) là một tiểu hành tinh vành đai chính được phát hiện ngày 30 tháng 5 năm 1997 bởi P. G. Comba ở Prescott.